# Nermed, Caraș-Severin
Nermed (în croată Nermiđ) este un sat în comuna Carașova din județul Caraș-Severin, Banat, România.
Se află în Banat. Populația este de 446 locuitori, determinată în 1 decembrie 2021, prin recensământ, chestionar, Recesământul Populației și Locuințelor 2021.

## Legături externe

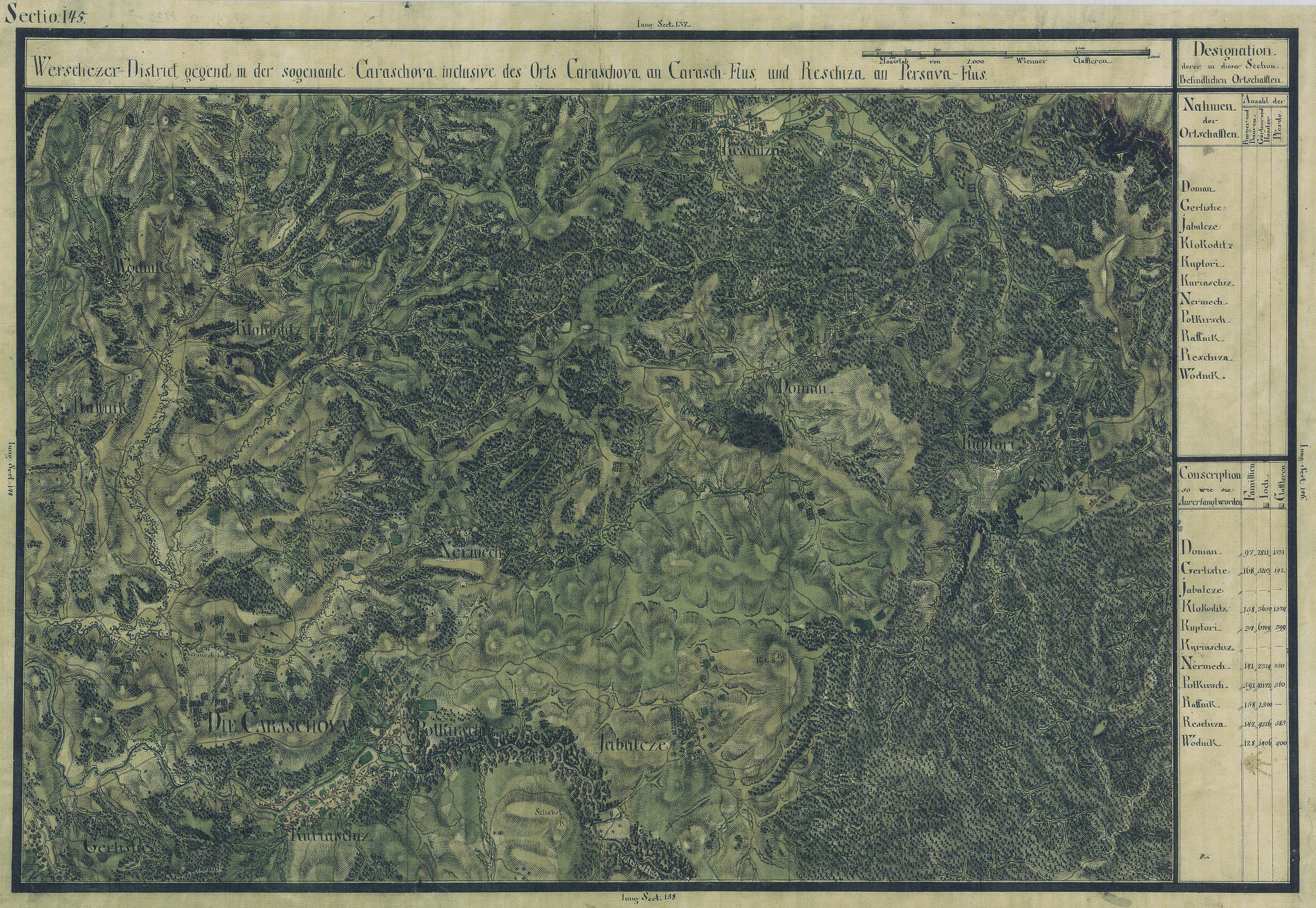
Nermed în Harta Iosefină a Banatului, 1769-72